# 泸州武斗事件
泸州武斗事件，是指文化大革命期间，发生于中國四川泸州的一系列耗时近四年（1967年至1970年）的武斗冲突。仅三次大规模的武斗中，即打死2,000多人、打伤16,000多人（内8,000余人致残），非法动用国家资金3亿多元、粮食6,840万余斤，损失汽车1,000多辆和大批物资。
在中央文革和夺权运动的影响下。各地相互成立对立的两派群众组织，争夺领导权，不惜兵戎相见。在“文攻武卫”的口号下，组织大批武斗队伍，强夺人民解放军和民兵的武器，进行大规模武斗。泸州是武斗的重灾区，前后持续三年零七个月；尤其泸州市区，武斗规模最大，持续时间最长，损失最重。

## 事件经过

### 事件肇始
1967年7月6日，泸州两大派群众造反组织首次在城内进行武斗。双方主要使用钢钎、大刀、长矛、棍棒等群起殴斗，持续数日，死伤多人。7月18日，宜宾地区革命委员会筹备小组负责人王茂聚发动第一次冲突，组织外地大批武斗人员赴泸州，武斗骤然升级。双方使用从部队和民兵武器库抢来的步枪、冲锋枪、轻、重机枪和火箭筒等现代化武器进行“战斗”，持续数月，造成大批人员伤亡和财产损失，著名文物景点钟鼓楼被火箭弹击中焚毁。

### 事件再起与扩大
1967年9月5日，四川省革命委员会筹备小组副组长刘结挺、成员张西挺及宜宾地革筹负责人王茂聚、郭林川再次组织“武装支泸”，调集成都、重庆市和宜宾地区18个县、市武斗人员数万名，由王茂聚亲自指挥，陆续抵达泸州参战，武斗规模更大，波及泸州、纳溪、合江等县。此次武斗使用了尚未装备部队的步枪、机枪等新式武器，动用了迫击炮、无后座力炮等重武器。城区及附近郊区工厂停产、商店关门、交通断绝，一些建筑物被毁；一些居民被流弹击中，双方人员伤亡惨重。
1968年3月3日，泸州市再次发生剧烈武斗。两派武斗人员隔长江、沱江对战，枪、炮互射，相持不下。4月8日，泸州百货站和人民北路被炮弹击中，一些建筑物和大批物资被毁，经济损失达27万余元。7月4日，刘结挺、张西挺、王茂聚、郭林川发动第三次“武装支泸”，调集数十个县、市武斗人员，配备无线电台和各种新式武器，四路齐发，水陆并进，围攻泸城。7月28日，城郊大驿坝1163油漆仓库被炮弹击中起火，损失32万余元。经过这次大规模武斗，一派被赶走，泸州为另一派所控制。但市区及泸州、納溪、合江、叙永、古蔺等县武斗仍断续进行，并未停息。

### 军队介入与事件平息
1969年7月23日，中共中央、国务院、中央军委联名发出布告，重申严禁武斗，命令人民解放军采取强制措施，坚决制止武斗。31日，驻泸部队2,300余人在城区进行武装游行，大张旗鼓地宣传中央“七·二三布告”。接着，先后派出宣传队1,886个、5,400人次，宣传中央指示举办学习班32期，集训武斗人员1,000余人，收缴各种枪1,407支、炮17门、枪弹12万发、人民币10多万元及部分炮弹、物资；至8月底，市区武斗基本停息，武斗工事基本被撤除，武斗人员大部分被遣返原单位。12月25日，中共中央下达对《关于解决四川省当前若干问题的报告》的批示，严厉批评四川武斗，点名批判劉結挺、張西挺、王茂聚、郭林川等人。随即指令泸州两大派群众造反组织头头到北京学习班学习，彻底解决泸州地区武斗问题。至1970年2月6日，古蔺县两派在该县轿子顶的武斗停止，全区武斗始告平息。

## 清查与法办
1977年9月6日，四川省召开了揭发批判“四人帮”在四川的帮派头目和亲信刘结挺、张西挺罪行大会。与此同时，进行了清查与“四人帮”篡党夺权阴谋活动有牵连的人和事。清查工作到1978年6月基本结束。清查中触及14,232人，重点审查约4,000人，按照政策，分别不同情况作了处理，其中绝大多数人经过批评教育予以解脱；对于混进各级领导班子的帮派骨干分子一律清除；对于在政治上搞动乱，打、砸、抢、烧，触犯刑律的帮派骨干分子38人，依法予以逮捕法办，其中包括刘结挺和张西挺。1978年6月20日，刘结挺、张西挺被逮捕，1982年3月，四川省高级人民法院以阴谋颠覆政府罪、反革命宣传煽动罪、诬告陷害罪判处刘结挺有期徒刑20年，剥夺政治权利5年；判处张西挺有期徒刑17年，剥夺政治权利5年。